# Ancinidae
Ancinidae zijn een familie van pissebedden.

## Taxonomie
De volgende geslachten worden bij de familie ingedeeld:
- Ancinus H. Milne Edwards, 1840
- Bathycopea Tattersall, 1905